# Leptotarsus (Macromastix) opifex
Leptotarsus (Macromastix) opifex is een tweevleugelige uit de familie langpootmuggen (Tipulidae). De soort komt voor in het Australaziatisch gebied.